# غاوآهن تو (مقاطعة ديواندرة)
غاوآهن تو (بالفارسية: گاوآهن تو) هي قرية تقع في قسم سارال الريفي (مقاطعة ديواندرة) في إيران. يقدر عدد سكانها بـ 422 نسمة .